# 40毫米榴彈
40毫米榴彈是一类口径为40毫米的榴弹发射器弹药，被多國軍隊所使用。典型的例子有北约标准的40x46mm M433，俄罗斯的40x103mm VOG-25。

## 概述

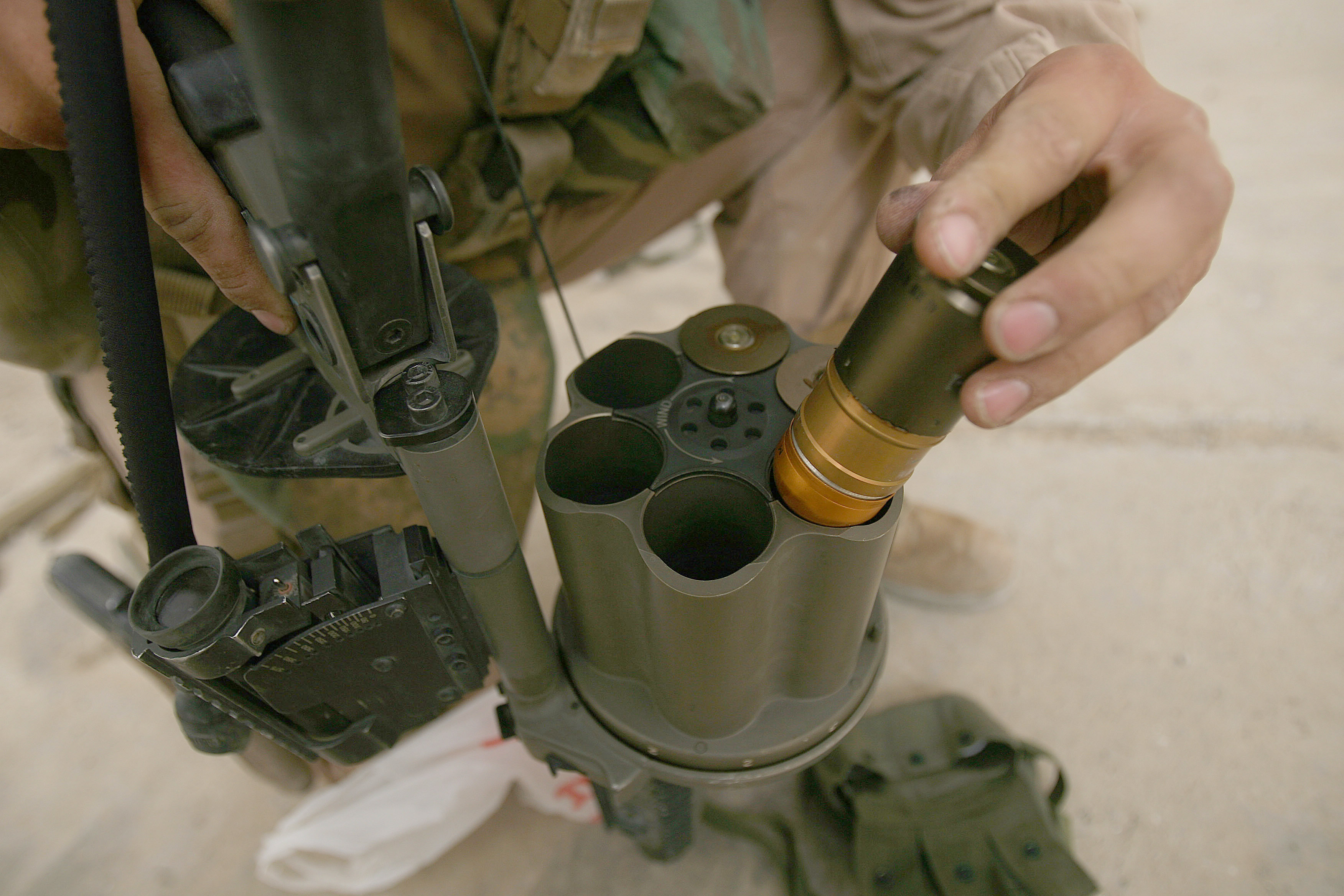
正在裝填40毫米榴彈的M32 MGL

主要分為兩個種類，第一種是40×46毫米，為一種低速榴彈，大多用於手攜式榴彈發射器；而另一種是40×53毫米，為一種高速榴彈，比起40×46毫米有著較強大的殺傷力，大多用於重型榴彈發射器或榴彈機槍。該兩種榴彈皆不能交換使用。
殺傷力較弱的40×46毫米榴彈被用在許多著名的手攜式榴彈發射器，例如：M79，M203，M320和可連發的M32 MGL。

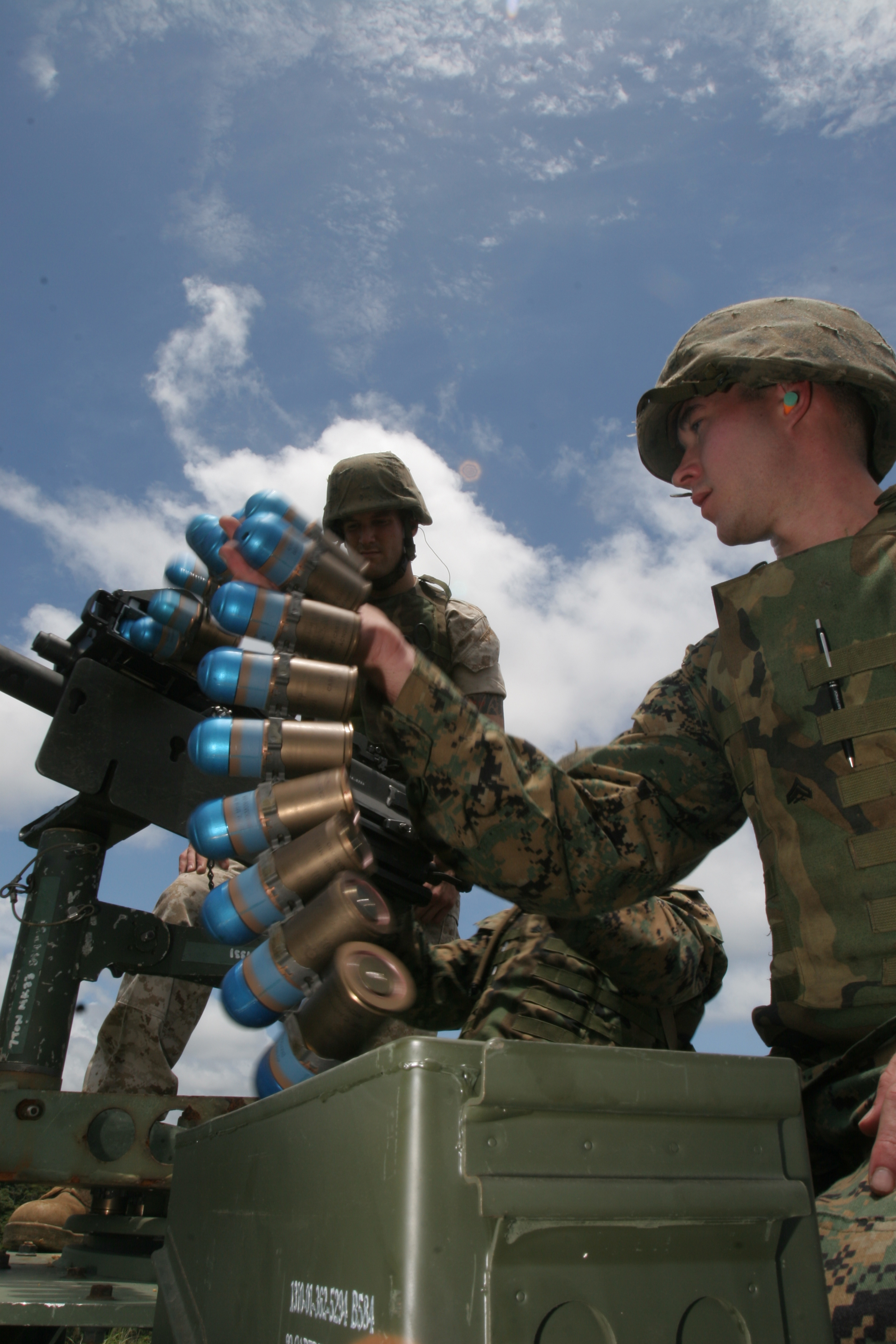
正在裝填40毫米榴彈的Mk 19自動榴彈發射器

而殺傷力較強的40×53毫米榴彈被用在一些安裝在裝甲戰鬥車輛或有三腳架的重型榴彈發射器或榴彈機槍，而這些武器大多都是把榴彈通過彈鏈聯結在一起，並且可以全自動操作。採用40×53毫米榴彈的武器例如：Mk 19榴彈機槍和丹尼爾Y3 AGL。這種榴彈也可以用在一些裝在直升機上以電流操作和裝填的榴彈發射系統。
最近，南非開發了一種比40×46毫米榴彈有種更強大殺傷力的40×51毫米榴彈，可用在多種手攜式榴彈發射器上，同時又不增加後座力。最新版本的M32 MGL的彈巢（膛室）已經可以裝填和發射這種新型榴彈，並且仍然兼容現有的40×46毫米榴彈。

## 历史
於韓戰火热进行時，美軍为提升榴弹的射程，展開了尼布里克项目，研發出40毫米榴彈。

## 非致命榴彈
有一些榴彈裝填的為非致命氣體，也可以用在榴彈發射器上。

## 外部参考
- （英文）—40mm Low-Velocity Grenades（页面存档备份，存于）
- （英文）—Defense Review overview of Mk 47  Mod 0 'Striker' 40mm Grenade Machine Gun
- （英文）—Defense Review overview of Corner Shot 40 personal grenade launcher
- （英文）—Defense Review overview of Milkor MGL Mk-1S Multiple Grenade Launcher（页面存档备份，存于）
- （英文）—Defense Review overview of Penn Arms PGL65-40 'Fourkiller Tactical Model' 40 mm Multiple Grenade Launcher
- （英文）—Penn Arms data page for PGL65-40 6-Shot Grenade Launcher
- （英文）—Defense Review overview of Metal Storm 40mm Weapon System
- （英文）—Future Weapons: MEI Mercury 40MM Grenade
- （中文）—槍炮世界
  - 40×46mm SR低速榴弹（页面存档备份，存于）
  - 40×53mm SR高速榴弹（页面存档备份，存于）